# Batalla de Burdeos
Se conoce como Batalla de Burdeos al partido de fútbol entre Brasil y Checoslovaquia realizado el 12 de junio de 1938 en el Parc Lescure de Burdeos, Francia, como uno de los partidos de cuartos de final de la Copa Mundial de 1938. El partido tuvo una serie de faltas brutales por ambos lados, debido al arbitraje laxo del árbitro húngaro Pál von Hertzka.

## Incidencias
Brasil tomó la delantera 1-0 al minuto 30 con gol de Leônidas, con Checoslovaquia igualando al minuto 65 por un tiro penal convertido por Oldřich Nejedlý. Los brasileños Martim y Zezé Procópio, así como el checoslovaco Jan Říha fueron expulsados. Fue la primera vez que tres jugadores fueron expulsados en un partido de la Copa Mundial, un récord que no se superó hasta el partido de la Copa Mundial de 2006 entre Portugal y Holanda. El capitán František Plánička y Oldřich Nejedlý de Checoslovaquia sufrieron una fractura en el brazo derecho y la pierna derecha respectivamente en el caos. Su compañero de equipo Josef Košťálek resultó herido en el estómago. El partido se empató 1–1 después de 90 minutos de tiempo completo, y se tuvo que jugar un tiempo extra de 30 minutos. Nejedlý había abandonado el juego antes del final del tiempo regular debido a su lesión, pero Plánička permaneció adolorido en el gol checoslovaco durante el resto de la segunda mitad y el tiempo extra. Otros tres brasileños, incluidos Leônidas y Perácio, también abandonaron el campo con lesiones.
El partido finalmente terminó 1-1 después del tiempo extra, y tuvo que jugarse un desempate 2 días después, con ambos equipos teniendo que colocar varias reservas. Brasil ganó el desempate 2–1, eliminando a Checoslovaquia y avanzando a semifinales, donde se enfrentaron a los eventuales campeones Italia.

## Ficha del partido

### Partido original
| 12 de junio de 1938, 17:00 (WEST) | Brasil       | 1:1 (1:1, 1:0) | Checoslovaquia     | Parc Lescure, Burdeos, Francia                                        |                                                                       |
|                                   | Leônidas 30' | Reporte        | Nejedlý 65' (pen.) | Asistencia: 22 021 espectadores Árbitro(s): Pál von Hertzka (Hungría) | Asistencia: 22 021 espectadores Árbitro(s): Pál von Hertzka (Hungría) |

| BRASIL         |  |                  |     |
| POR            |  | Walter           |     |
| DEF            |  | Domingos da Guia |     |
| DEF            |  | Machado          | 45' |
| MED            |  | Afonsinho        |     |
| MED            |  | Martim (c)       |     |
| MED            |  | Zezé Procópio    | 14' |
| DEL            |  | Hércules         |     |
| DEL            |  | Leônidas         |     |
| DEL            |  | Lopes            |     |
| DEL            |  | Perácio          |     |
| DEL            |  | Romeu            |     |
| Entrenador:    |  |                  |     |
| Ademir Pimenta |  |                  |     |

| CHECOSLOVAQUIA |  |                        |     |
| POR            |  | František Plánička (c) |     |
| DEF            |  | Ferdinand Daučík       |     |
| DEF            |  | Jaroslav Burgr         |     |
| MED            |  | Jaroslav Bouček        |     |
| MED            |  | Josef Košťálek         |     |
| MED            |  | Vlastimil Kopecký      |     |
| DEL            |  | Antonín Puč            |     |
| DEL            |  | Jan Říha               | 45' |
| DEL            |  | Josef Ludl             |     |
| DEL            |  | Ladislav Šimůnek       |     |
| DEL            |  | Oldřich Nejedlý        |     |
| Entrenador:    |  |                        |     |
| Josef Meissner |  |                        |     |

| Árbitros asistentes: Giuseppe Scarpi (Italia) Charles de la Salle (Francia) |

### Partido de desempate
| 14 de junio de 1938, 18:00 (WEST) | Brasil                     | 2:1 (0:1) | Checoslovaquia | Parc Lescure, Burdeos, Francia                                          |                                                                         |
|                                   | Leônidas 57' · Roberto 63' | Reporte   | Kopecký 25'    | Asistencia: 18 141 espectadores Árbitro(s): George Capdeville (Francia) | Asistencia: 18 141 espectadores Árbitro(s): George Capdeville (Francia) |